# 日本皇族

皇族旗（親王旗、親王妃旗、內親王旗、王 (皇族)旗、王妃 (皇族)旗、女王旗）

日本的皇族（日语：／ Kōzoku）是天皇的親屬的总称，包括除已婚女性外的男系婚生血親及其配偶，亦即《皇室典範》规定的三后（皇后、太皇太后、皇太后）、親王、親王妃、內親王、王、王妃、女王與《天皇退位等相關皇室典範特例法》规定的上皇后的总称。